# 中铁第一勘察设计院
中铁第一勘察设计院集团有限公司，简称铁一院，是中国的一家工程勘察设计企业，隶属于中国铁建股份有限公司，总部位于陕西省西安市。

## 历史
铁一院的前身为1953年成立的铁道部设计局西北设计分局, 是中华人民共和国第一批铁路勘察设计单位。1958年5月改称铁道部第一设计院。1970年，随着铁道部并入交通部，铁道部第一设计院更名为交通部第一铁路设计院。1978年铁道部重新设立，该院更名为铁道部第一勘测设计院。1984年10月，改称铁道部第一勘测设计公司，对外称中国昆仑工程咨询公司。
2000年10月，铁一院与中国铁路工程总公司脱离，成为铁道部直属单位。2001年3月，更名为铁道第一勘察设计院，由事业单位改为科技型企业。2003年11月与铁道部脱钩，划归中国铁道建筑总公司管理。2005年，铁一院总部由兰州迁至西安。2007年更为现名，成立中铁第一勘察设计院集团有限公司。

## 工程项目
铁一院先后承担了一批国家长大干线铁路、高速铁路的勘察设计工程，以及三峡公路、上海立交枢纽和广州、上海、北京地铁等百余项国家重点工程。已发展成为拥有工程勘察、设计、咨询、监理、总承包等16项国家甲级资质证书，业务覆盖六大设计行业的综合性勘察设计单位。其勘察设计整体水平尤其是在沙漠、高原地区和艰险、复杂山区, 以及在特长隧道、大型立交枢纽等多个专业领域的勘察设计技术, 在中国同行业中被称为一流水平。2011年营业收入29.7亿元人民币，工程勘察设计收入16亿元，工程勘察设计收入位居中国大陆企业第六名。
截至2003年，铁一院已累计完成铁路各阶段研究及勘测设计34.8万公里。先后获得国家和省部级科技进步、优秀工程勘察设计、优秀软件、优秀标准设计奖400余项。其中，国家科技进步特等奖3项，一等奖2项，全国优秀工程勘察设计金奖7项。

### 普速铁路

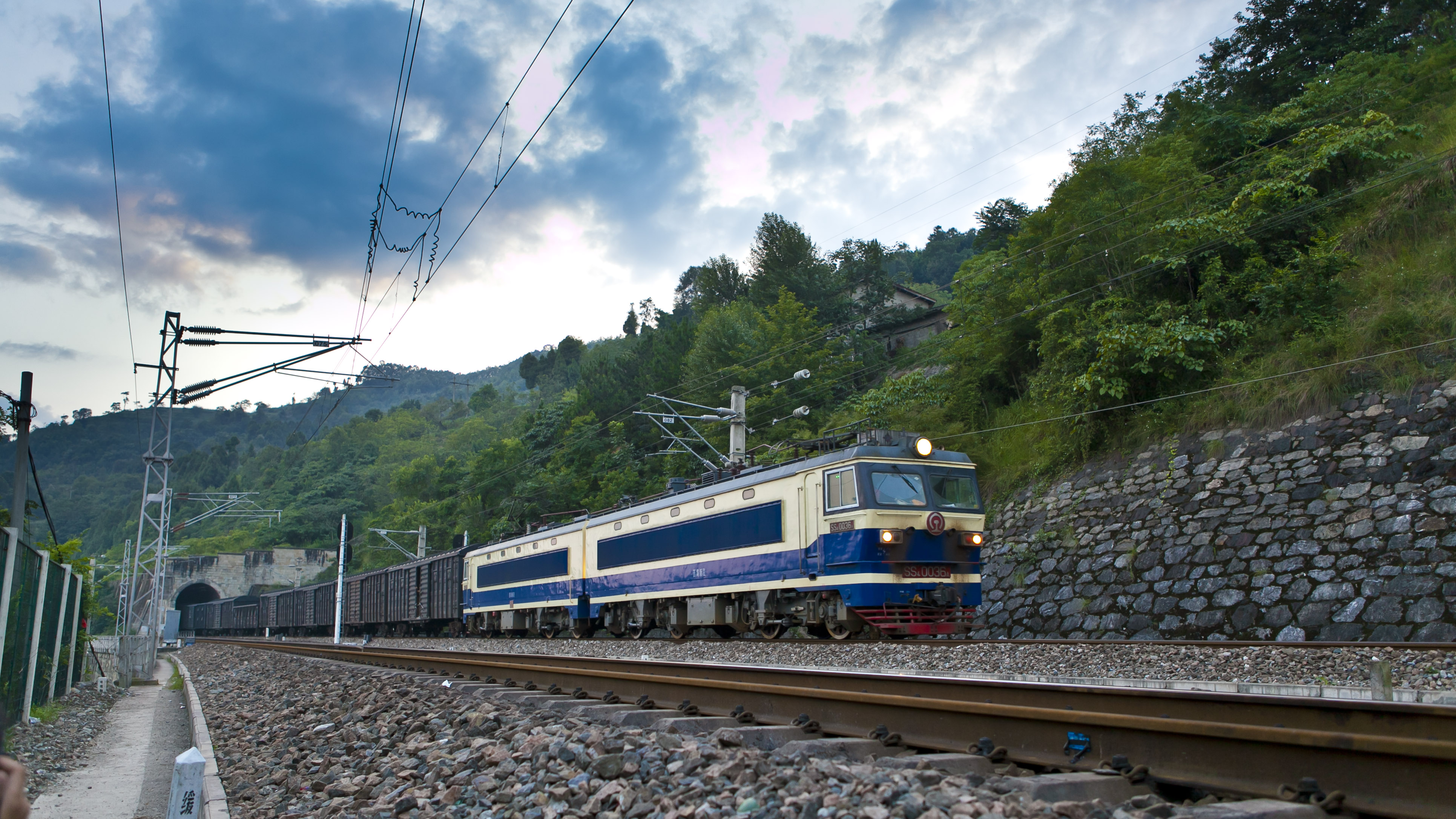
宝成铁路

### 高速铁路

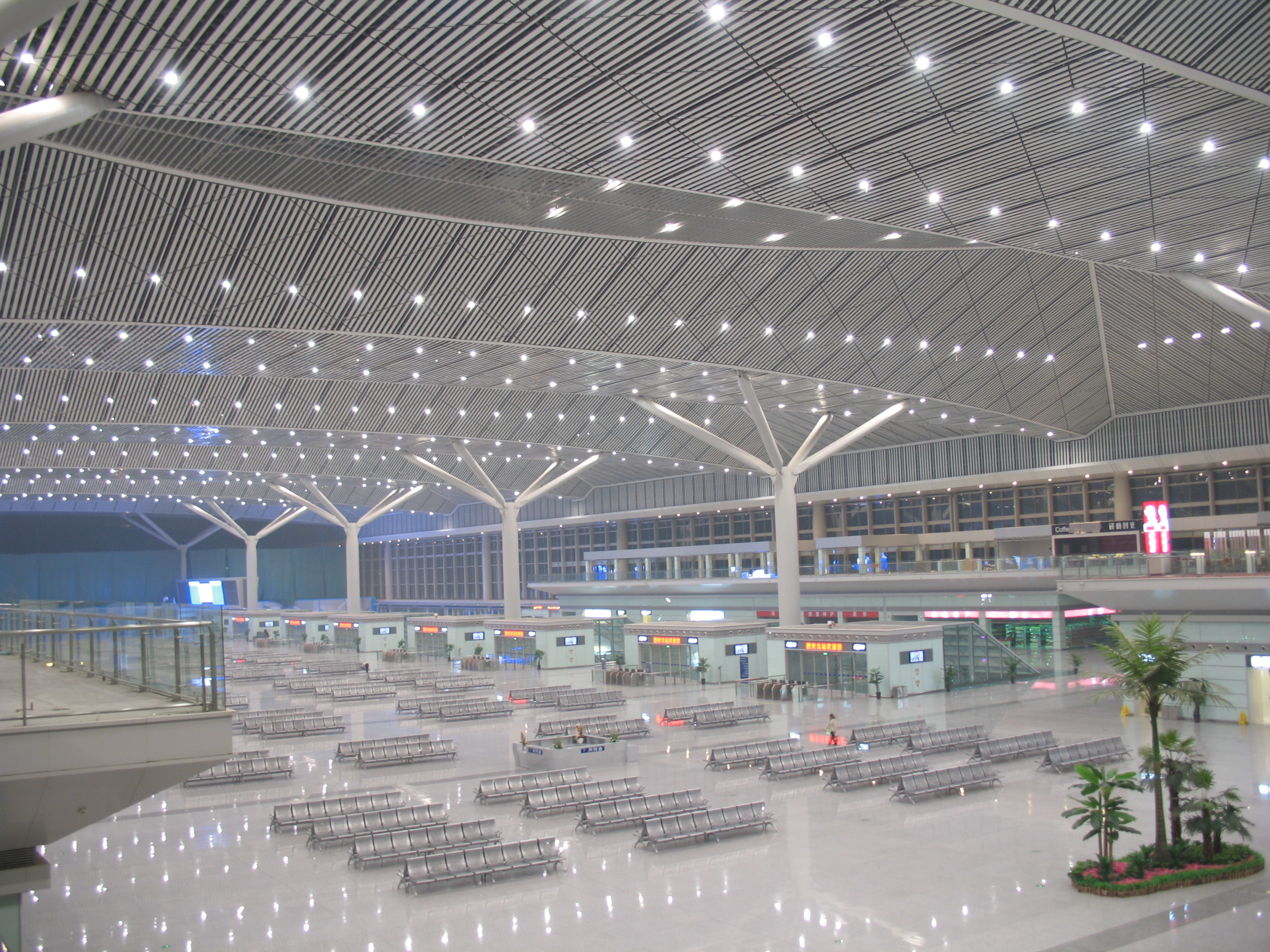
西安北站

### 普速铁路[8]
- 兰新铁路
- 包兰铁路
- 兰青铁路
- 青藏铁路
- 南疆铁路
- 宝成铁路电气化工程
- 乌鞘岭特长隧道

### 高速铁路[8]
- 哈大客运专线
- 郑西客运专线
- 西宝客运专线
- 西成客运专线
- 宝兰客运专线
- 大西客运专线
- 兰新铁路第二双线

### 城市轨道交通

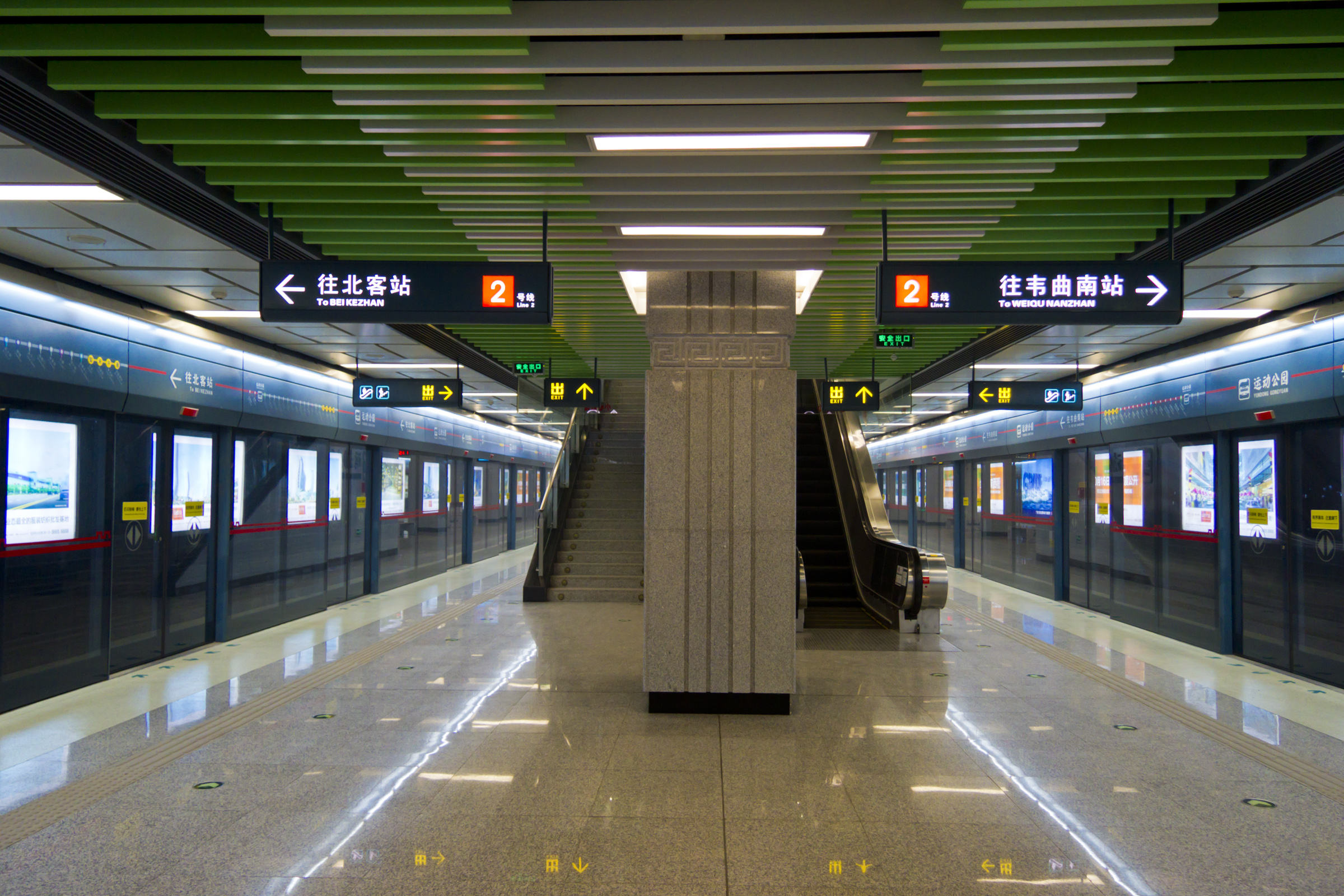
西安地铁

- 西安地铁2号线[8]
- 重庆轨道交通6号线[9]
- 乌鲁木齐轨道交通1号线[10]
- 兰州地铁1号线[11]
- 太原地铁2号线[12]

### 其他
- 秦岭终南山公路隧道[13]
- 引汉济渭工程秦岭隧洞[14]
- 关角隧道[5]
- 武汉北编组站
- 西安北站